# Marcelo Morales (football, 2003)
Pour les articles homonymes, voir Marcelo Morales.
Marcelo Morales, né le 6 juin 2003 à San Miguel au Chili, est un footballeur chilien. Il joue au poste d'arrière gauche avec le New York Red Bulls.

## Biographie

### En club
Né à San Miguel au Chili, Marcelo Morales est formé par l'Universidad de Chile, qu'il rejoint en 2011 pour intégrer l'équipe des moins de huit ans, il fait ensuite toutes ses classes dans les différentes catégories de jeunes du club. C'est avec ce club qu'il débute en professionnel. Il joue son premier match le 29 octobre 2020, lors d'une rencontre de championnat face à l'Universidad de Concepción. Ce jour-là, il entre en jeu à la place de Gonzalo Espinoza (en) et son équipe s'incline par un but à zéro.
Morales fait sa première apparition en Copa Libertadores le 18 mars 2021 face aux Argentins de San Lorenzo. Il est titularisé lors de cette rencontre perdue par son équipe par deux buts à zéro,.
Il est considéré comme un titulaire à partir de 2021, après le départ de Jean Beausejour. Le club cherchait initialement à recruter pour remplacer son arrière gauche titulaire mais le jeune Morales parvient à s'imposer au poste d'arrière gauche, à seulement 17 ans, devenant l'une des satisfactions du club, où il est considéré comme l'un des joueurs les plus prometteurs.

### En sélection
Avec les moins de 23 ans, il joue un match face au Pérou le 1er septembre 2022 (victoire 1-0 du Chili),.